# مانويل دياز
مانويل دياز هو مبارز بالسيف كوبي، ولد في 8 أبريل 1874 في هافانا في كوبا، وتوفي في 20 فبراير 1929 في روتشستر في الولايات المتحدة.

## وصلات خارجية
- مانويل دياز على موقع أوليمبيديا (الإنجليزية)